# Canal J
Canal J es un canal de televisión de pago temático francés propiedad del Groupe M6. Está dedicado a niños de edades comprendidas entre 7 y 14 años de edad. Es el segundo canal infantil más antiguo de Europa y el cuarto en el mundo.

## Historia
Canal J comenzó sus emisiones el 23 de diciembre de 1985, por iniciativa de la corporación Hachette, en la red de cable de Cergy-Pontoise (cerca de París). El 25 de diciembre de 1986 comenzó a emitir en París también y amplió su cobertura a Niza y Montpellier el 12 de febrero de 1987. Inicialmente la mayor parte de su programación estaba basada en series de dibujos animados pero en los años sucesivos poco a poco se van incorporando también magacines, documentales y películas infantiles.
En el año 1990 el número de suscriptores del canal superó el medio millón de hogares.
Canal J estaba disponible en la TDT francesa de pago, pero el canal lo abandonó el 30 de abril de 2009 debido a unos costes demasiado elevados para los pocos abonados.
Canal J comenzó a emitir en alta definición el 13 de enero de 2015.
En Francia, Canal J y Tiji siguieron siendo exclusivos de Canalsat y de las redes de cable hasta que se incorporaron al ramillete Grand Angle de Bouygues Telecom el 11 de abril de 2016, seguido por otros operadores de ADSL.
Desde 2019, Canal J y todos sus canales hermanos (salvo Mezzo y Virgin Radio TV) pertenecen al grupo M6.

## Programación
- Coraline
- Pokémon
- Angry Birds
- Dragones (después temporada 3, temporadas 1 y 2 en Boing)
- Xiaolin Chronicles
- Beyblade Metal Masters
- Beyblade Burst
- Bakugan Battle Planet
- Power Rangers
- Mermaid Melody: Pichi Pichi Pitch
- Sonic Boom
- Zak Storm
- Oggy y las cucarachas
- Zig & Sharko
- SheZow
- Grojband
- Code Lyoko
- Titeuf
- Gormiti
- Bob Esponja
- The Real Ghostbusters

## Organización

### Dirigentes
- Director delegado : Caroline Cochaux.
- Director delegado adjunto : Julien Figue.
- Director de Emisiones : Caroline Mestik.

### Ubicación
La sede inicial de Canal J se encontraba en el número 91 bis de la rue du Cherche-Midi en París.
La cadena se trasladó al 15º arrondissement de París en el 78 de la rue Olivier-de-Serres en el año 2003, sede compartida con todos los canales del grupo Lagardère Active y radio RMC.
Desde 2008 la sede de Canal J se encuentra en el 28 de la rue François I en el 8º arrondissement.